# Rob Halford

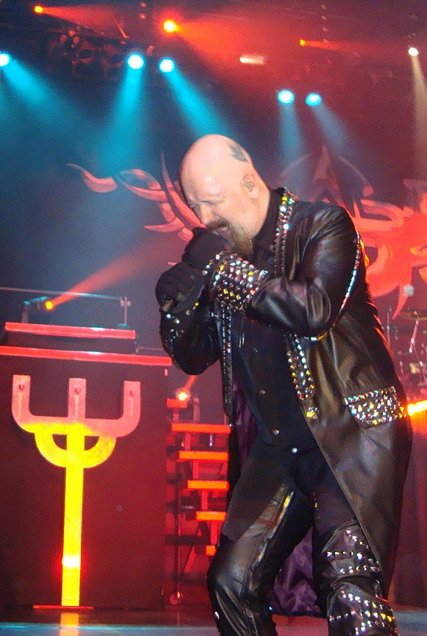
Rob Halford

Rob Halford (n. 25 august 1951, Walsall, Marea Britanie), pe numele său adevărat Robert John Arthur Halford, cunoscut sub pseudonimul Metal God, este un vocalist și compozitor de muzică rock, solist al importantei formații de heavy metal, Judas Priest, actualmente locuind în Phoenix, Arizona.

## Biografie
Încă din anii copilăriei a dispus de un talent muzical înnăscut, talent pe care și l-a dezvoltat ulterior la vârsta maturității, fiind considerat unul dintre muzicienii cu cea mai bună voce rock, voce cu un timbru vocal aparte, cu o mare întindere vocală precum și cu puternice acute. De-a lungul anilor a fost membru a mai multor trupe, precum Hiroshima, Thark, Abraxas, Lord Lucifer, Athens Wood, ulterior activand în trupa Judas Priest pe care o părăsește pentru un timp pentru a-și forma propriile trupe Fight și Halford, actualmente fiind din nou membru al trupei Judas Priest, dar nerenunțând la proiectele cu propriile trupe. Alături de aceste trupe, susținuți de unele dintre cele mai renumite case de discuri precum Rca, Gull, Sony, Columbia, Zia Records și în prezent de propria casă de discuri Metal God Records au contribuit la cultura muzicii rock cu albume și concerte de valoare.

## Discografie

### Judas Priest
- Rocka Rolla  (1974)
- Sad Wings of Destiny  (1976)
- Sin After Sin  (1977)
- Stained Class  (1978)
- Killing Machine  (1978)
- Unleashed in the East Live (1979)
- British Steel  (1980)
- Point of Entry  (1981)
- Screaming for Vengeance  (1982)
- Defenders of the Faith  (1984)
- Turbo  (1986)
- Priest...Live!  (1987)
- Ram It Down  (1988)
- Painkiller  (1990)
- Electric Eye DVD  (2003)
- Metalogy Box-set (2004)
- Angel of Retribution  (2005)
- Rising In the East DVD (2005)
- Live Vengeance '82  relansare DVD, UMD  (2006)
- The Essential Judas Priest Compilație (2006)
- Nostradamus (2008)
- A Touch of Evil: Live Live (2009)
- Epitaph (2013)
- Redeemer of Souls (2014)
- Battle Cry (2016)
- FIREPOWER (2018)

### Fight
- War of Words (1993)
- Nailed to the Gun Tour Single (1993)
- Mutations EP (1994)
- A Small Deadly Space (1995)
- K5 - The War of Words Demos (2007)
- War of Words - The Film (Noiembrie 2007)
- War of Words - Remixed and Remastered (2008)
- Into the Pit

### 2wo
- Voyeurs (1997)

### Halford
- Resurrection (2000)
- Live Insurrection (2001)
- Crucible (2002)
- Fourging the Furnace EP (Japonia) (2003)
- Metal God Essentials, Vol. 1 (2007)
- Halford Live at Rock in Rio III DVD (2008)
- Halford III - Winter Songs (2009)